# Радиоэлектронная защита
Радиоэлектронная защита — совокупность мероприятий и действий войск (вооружённых сил) по устранению или ослаблению воздействия на свои радиоэлектронные объекты средств радиоэлектронного поражения противника, защите от поражения самонаводящимся на излучение оружием, защите от непреднамеренных взаимных радиопомех и от технических средств радиоэлектронной разведки противника.
В СССР
В 70-х годах XX века в связи с активизацией иностранных технических разведок в составе Управления Начальника Связи Вооруженных Сил СССР была создана специальная Служба безопасности связи, 1 сентября 1975 года приказом Министра Обороны СССР в составе Военной академии связи им. Буденного — общеакадемическая кафедра «Эффективности и радиоэлектронной защиты систем военной связи».
В связи с реорганизацией академии в 1998 году создана кафедра «Радиоэлектронной защиты, безопасности связи и информации».
Научные исследования в области радиоэлектронной защиты велись по следующим направлениям:
защита от радиоэлектронного подавления (от преднамеренных помех);
обеспечение электромагнитной совместимости (защита от непреднамеренных помех);
защита от ионизирующего излучения и электромагнитного импульса;
защита от самонаводящегося на источник излучения оружия.

## Основные виды помех активной радиолокации и принципы защиты от помех

### Основные виды помех активной радиолокации
По типу помехи делятся на
- активные
- пассивные

По происхождению делятся на
- естественные
- взаимные
- искусственные

Естественными пассивными помехами являются помехи природного происхождения (переотражение сигнала от гор, облаков, зданий и т. д.). Естественные активные помехи создаются солнечным излучением, тепловым излучением атмосферы и т. д.
Взаимными помехами являются активные помехи, вызываемые влиянием излучений различных радиоэлектронных средств друг на друга.
К искусственным активным и пассивным помехам относятся помехи, созданные с помощью средств РЭБ и РЭП.
По характеру воздействия помехи делятся на
- маскирующие (мешают выделению сигнала, прикрываемого помехой и подавляют сигнал в нелинейных элементах приёмника РЛС)
- имитирующие (создают эффект ложных целей, затрудняя получение информации об истинных целях)

### Взаимные маскирующие активные помехи и принципы защиты от них
В связи с увеличением числа используемых радиоэлектронных средств возникает явление взаимного влияния радиоэлектронных средств (РЭС) друг на друга. Для исключения влияния используется распределение рабочих частот между различными РЭС. Одними из распространённых видов взаимного влияния являются:
- Внеполосное излучение — излучение в окрестности рабочей частоты, выходящее за пределы отведённой полосы частот.

- Побочное излучение — излучение на гармониках (субгармониках) и комбинированных частотах в случае использования возбудителя с преобразованием частоты.

Характеристики направленности передающих и приёмных антенн для побочных, внеполосных излучений и побочных каналов приёма отличаются от основных каналов излучения и приёма значительно большим уровнем боковых лепестков характеристики.

## Примеры систем РЭП
- Р-330 — советский автоматизированный комплекс радиоэлектронного подавления (РЭП).
- Лиман (комплекс РЭП) — советский/украинский наземный мобильный комплекс радиоэлектронного подавления линий наведения авиации.
- БКО «Талисман» — бортовой комплекс обороны для индивидуальной защиты боевых самолётов от управляемого ракетного оружия.